# Petrică Ionescu
Petrică Ionescu (cunoscut și sub numele de Petrika Ionesco, n. 13 octombrie 1946) este un regizor, scenograf și dramaturg român stabilit în Franța.
A absolvit în 1970 I.A.T.C-ul, după care, în 1970, cu ocazia unui turneu la Florența, Italia s-a hotărât să rămână în Occident.
În replică, autoritățile române l-au condamnat la moarte, în contumacie, din cauza interpretării abuzive a unui paragraf din Codul Penal din 1968, care asocia învinuirea de „refuz al întoarcerii în țară” în timpul unei „misiuni de reprezentare a statului” cu acuzația de „trădare de țară”.
După ce a stat în Franța vreun an de zile, a plecat în 1971 în SUA la invitația regizoarei de teatru Ellen Stewart, dar după o perioadă de călătorit prin lume cu autostopul, s-a întors la Paris. Acolo a fost invitat de către Fernando Arrabal să meargă la Londra să monteze spectacolul său „Nu puneți cătușe florilor”.
A montat spectacole în Franța, Marea Britanie, Germania, Irlanda, România, Elveția etc., de exemplu, la Opera din Paris, la cea din Bordeaux, laMetropolitan Opera, La Scala din Milano, Opera de Stat din Viena, cea din Stuttgart, Gran Teatre del Liceu din Barcelona, la Operele din Geneva, Monte-Carlo, Amsterdam, Tokyo și Helsinki.
Cu toate că Petrică Ionescu lucrează în principal în teatru și operă, a lucrat și pentru „Disneyland” (Paris, Orlando, Los Angeles).
Este cetățean francez din 1976.

## Filmografie
- Cinderella (2007), scenografie[6]

## Creații proprii
- L’Atlantide
- L’efance de Vladimir Kobalt